# Łany (powiat krasnostawski)
Łany – wieś w Polsce położona w województwie lubelskim, w powiecie krasnostawskim, w gminie Krasnystaw.
Miejscowość już w międzywojniu znajdowała się w granicach Krasnegostawu. 1 stycznia 1973 Łany wyłączono z Krasnegostawu (wraz z  użytkami rolnymi i miejscowością Zastawie-Kolonia, łącznie 1003,03 ha), włączając je do reaktywowanej gminy Krasnystaw w powiecie krasnostawskim, gdzie utworzyło sołectwo Łany.
W latach 1975–1998 miejscowość należała administracyjnie do województwa chełmskiego.
Wieś stanowi sołectwo gminy Krasnystaw. Według Narodowego Spisu Powszechnego (III 2011 r.) wieś liczyła  mieszkańców.
Wierni Kościoła rzymskokatolickiego należą do parafii św. Franciszka Ksawerego w Krasnymstawie.